# Conus striatus
Conus striatus, tên tiếng Anh: striated cone, là một loài ốc biển, là động vật thân mềm chân bụng sống ở biển trong họ Conidae, họ ốc cối.
Giống như tất cả các loài thuộc chi Conus, chúng là loài săn mồi và có nọc độc. Chúng có khả năng "đốt" con người, do vậy khi cầm chúng phải hết sức cẩn thận.

## Miêu tả

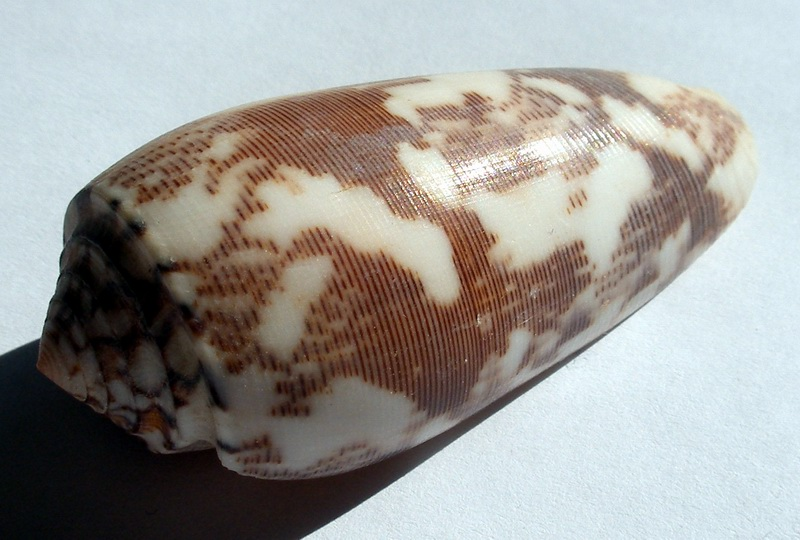
Abapertural view of the vỏ ốc Conus striatus

## Hình ảnh

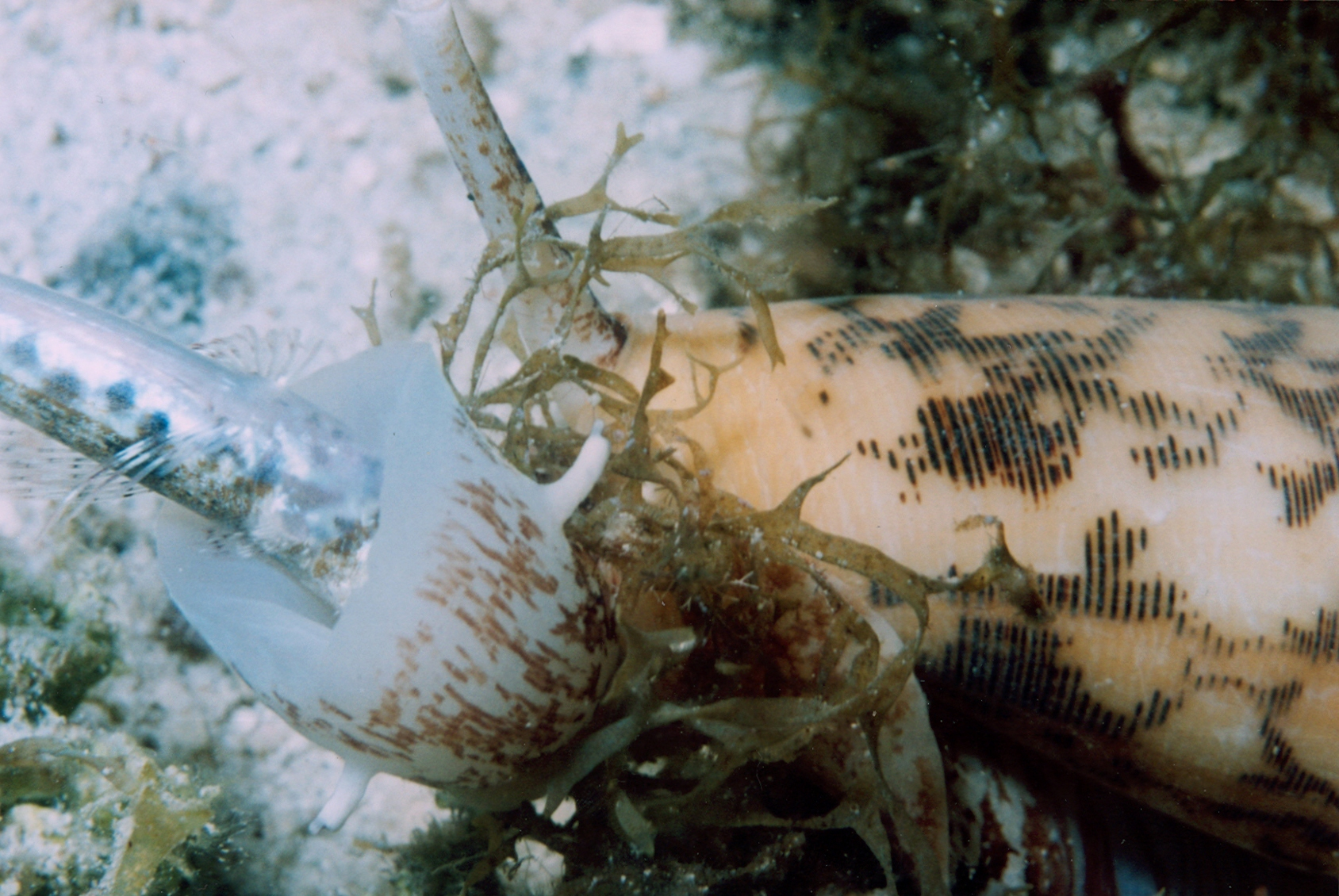
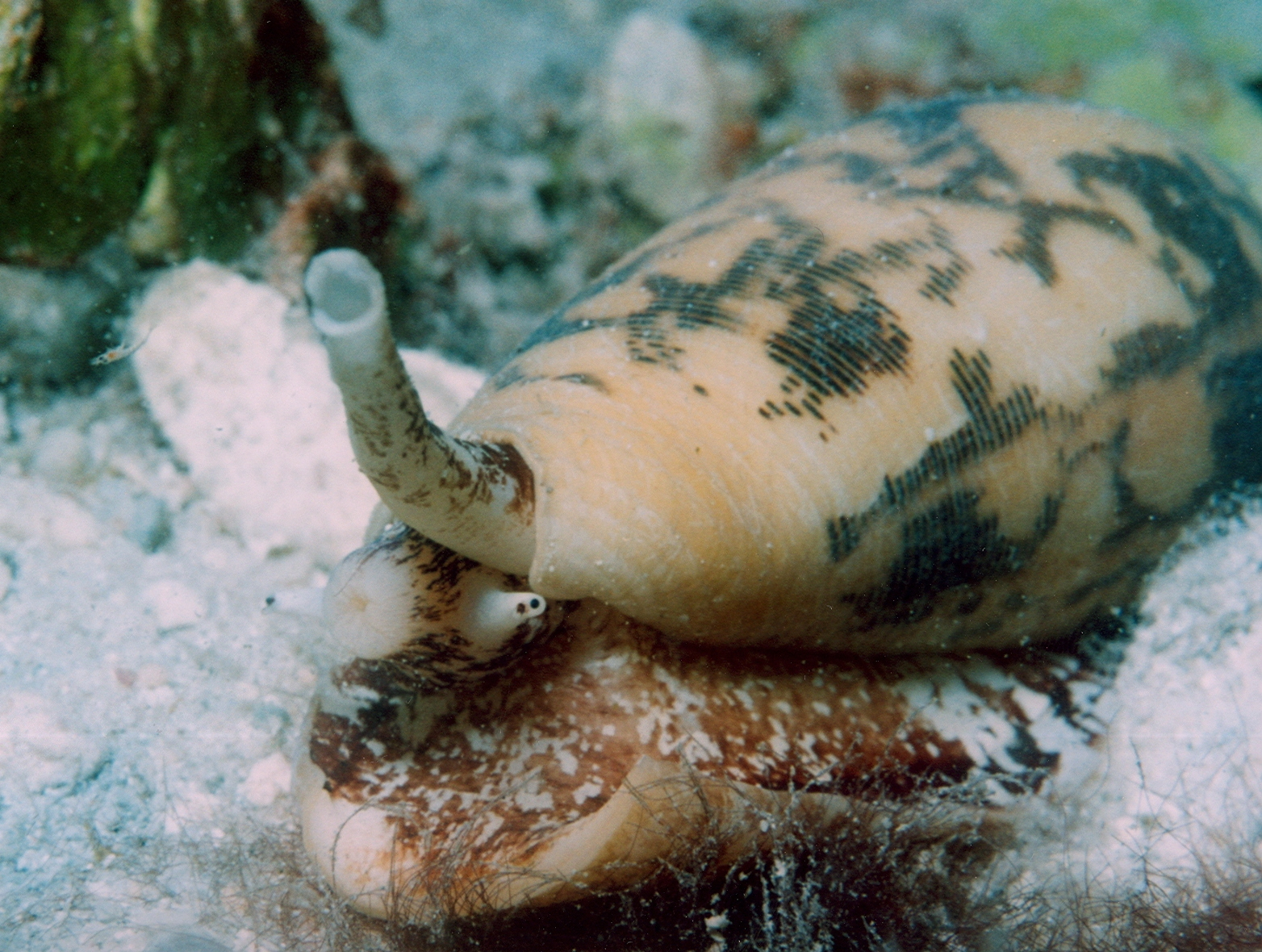
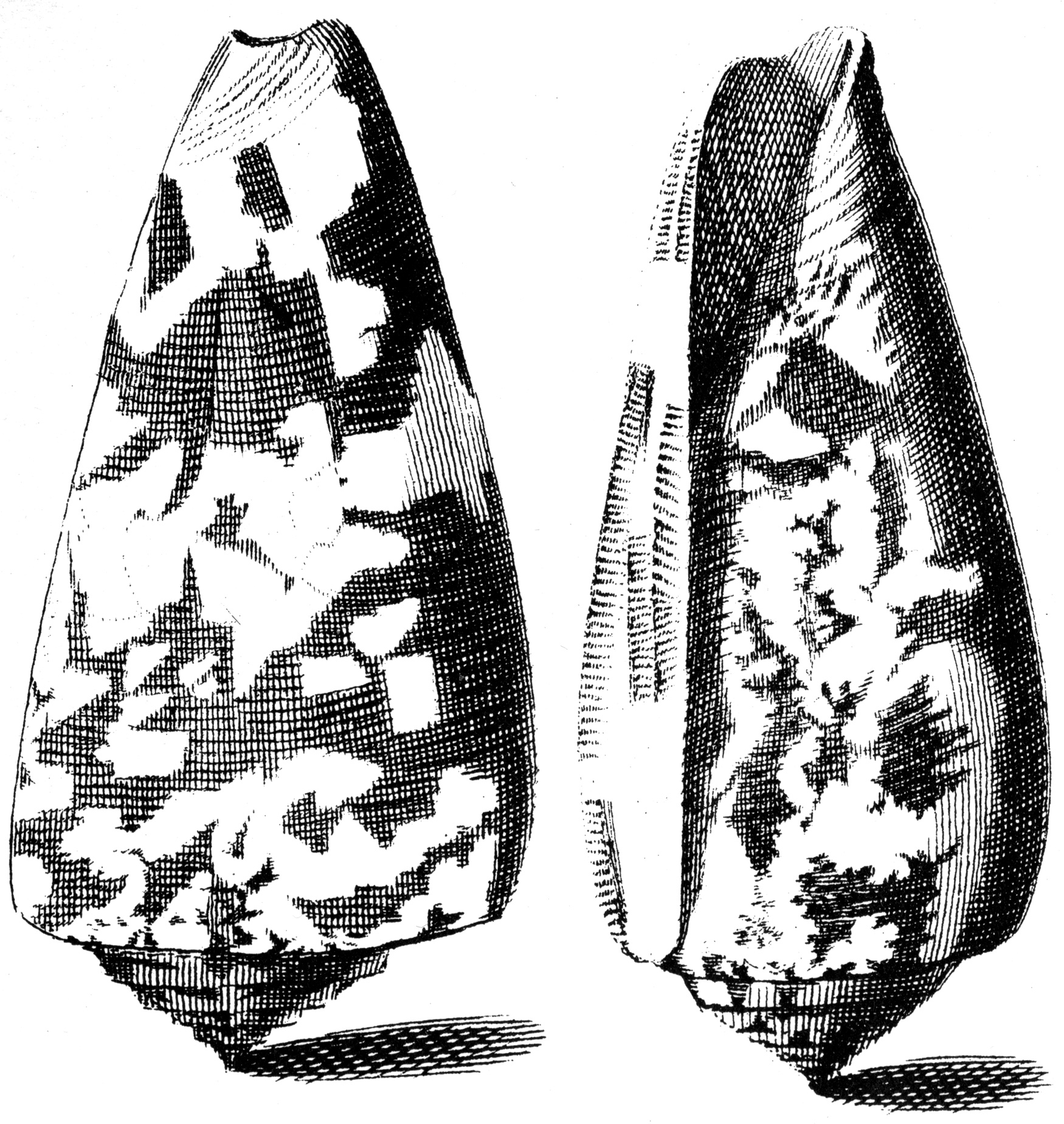
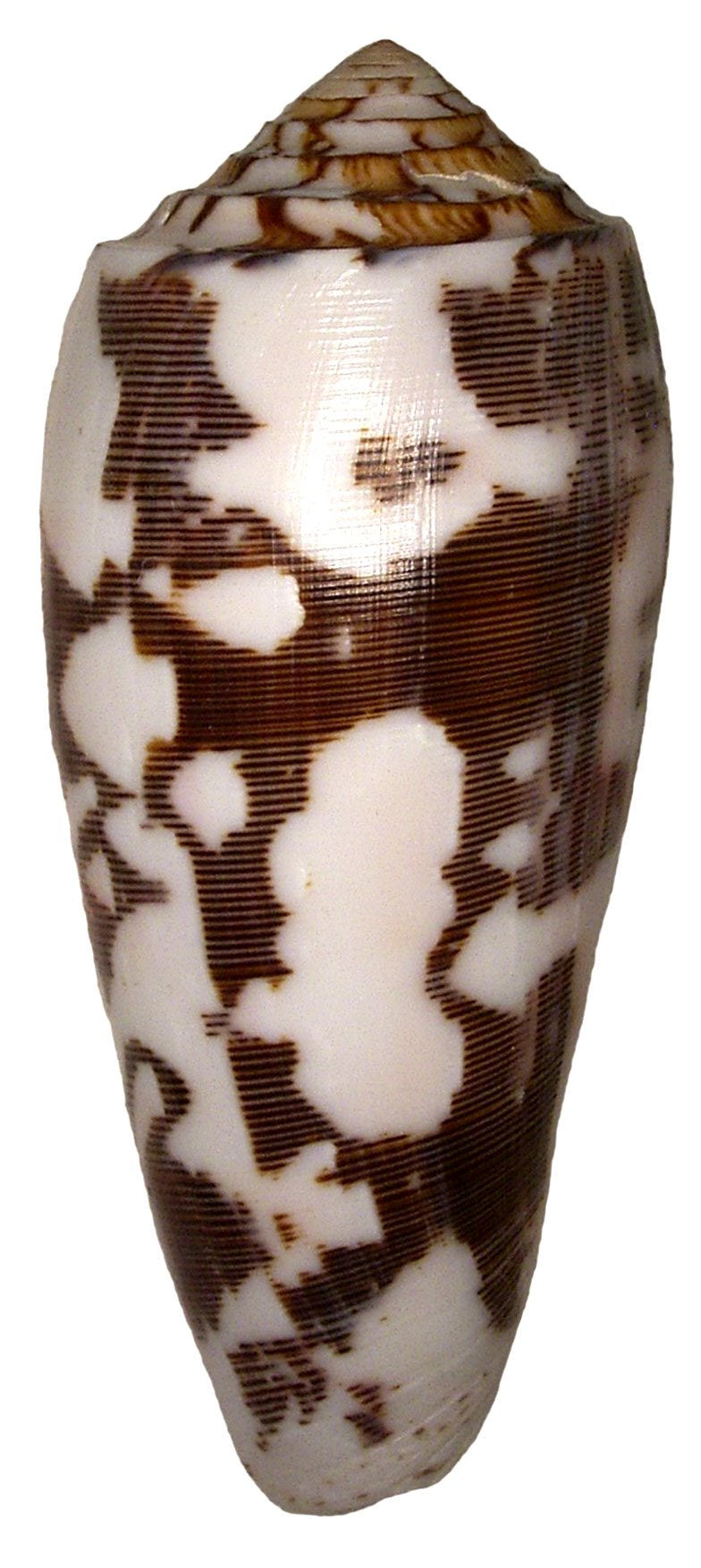